# Gránicz Tamás
Gránicz Tamás (Budapest, 1954. november 2. –) magyar kortárs festőművész, akinek számos egyéni és csoportos kiállítása volt idehaza és külföldön egyaránt.

## Életpályája
Műbútorasztalos szakmunkásként végzett 1972-ben, 1974-ben érettségizett. A Képzőművészeti Főiskolán 1990-ben fejezte be tanulmányait, ahol Klimó Károly, Blaski János és Tölg-Molnár Zoltán voltak a mesterei. Művészeti rajz, művészettörténet és ábrázoló geometria tanári diplomát szerzett. 1990-ben lett tagja a Magyar Alkotóművészek Országos Egyesületének. Számos tanulmányúton vett részt Európában, az USA-ban és Afrikában (Guinea, Sierra Leone, Libéria). Ezek az utak - főleg az utóbbiak - nagyban hatottak művészeti látásmódjára. 2003-ban elnyerte a Szolnoki Művészeti Egyesület ösztöndíját és a Szolnoki Művésztelep tiszteletbeli tagjává választották. A kezdeti magyar Festészet Napja rendezvény egyik kulcsszervezője, ma pedig állandó kiállító művésze. Jelenleg egy alapítványi iskolában tanít művészeti rajzot és művészettörténetet.
Festészete figurális jellegű, bár bizonyos mértékig non-figuratív elemeket is tartalmaz, és nem tér el a hagyományos anyagfelhasználástól ( olaj, vászon ). Képei témái elsősorban az érzelem, a lélek s a test viszonyainak kibontásával foglalkoznak.
1999 óta boldog házasságban él, két gyermek édesapja (Gránicz Soma, Gránicz Maja).

## Egyéni kiállításai
- 1979 Művelődési Ház, Tas
- 1987 Néphadsereg Művelődési Háza, Budapest
- 1988 Vízivárosi Galéria, Budapest
- 1989 Vízivárosi Galéria, Budapest
- 1990 Esta Robinson Gallery, New York, USA
- 1991 Routh Gallery, Észak Karolina, USA
- 2000 Guttman Galéria, Budapest
- 2001 Lurdy Galéria, Budapest
- 2002  Lurdy Galéria, Budapest
- 2003 Művésztelepi Galéria, Szolnok
- 2003 Gargilesse, Franciaország (Szolnoki Művészeti Egyesülettel)
- 2003 Olof Palme sétány, Műcsarnok Kiállítóterme, Budapest
- 2004 Zikkurat, Nemzeti Színház, Budapest
- 2005 Egyiptomi Sajtó Háza, Kairó,
- 2005 Szolnoki Szigligeti Színház (kollektív kiállítás)
- 2006 Szolnok, Tisza Mozi
- 2007 Hilton Westend Hotel, Budapest (Verebes György képzőművésszel)
- 2008 Bank Center, Budapest
- 2008 Művésztelepi Galéria, Szolnok
- 2009 Művésztelepi Galéria, Szolnok
- 2010 Pannonia Galéria, Sopron - Köldökök konstellációja c. kiállítás
- 2011, 2012, 2013, 2014 Magyar Festészet Napja csoportos kiállítás a Zsinagógában, Budapest
- 2014 Hotel Hilton, Amszterdam (Kerekes Elekkel, Szabó Istvánnal, Kovács Mátéval)
- 2014 de L'Eau Vive étterem kiállítóhelysége, London  (Kerekes Elekkel, Szabó Istvánnal, Kovács Mátéval)
- 2014 Ox & Gate étterem kiállítóterme, London  (Kerekes Elekkel, Szabó Istvánnal, Kovács Mátéval)
- 2014 Magyar étterem, Drezda, (Kerekes Elekkel, Szabó Istvánnal, Kovács Mátéval)

A fenti kiállítások mellett számos csoportos tárlaton vettem részt idehaza és külföldön egyaránt.